# Escuela de Friburgo
La Escuela de Friburgo, también llamada Escuela del ordoliberalismo es una escuela de pensamiento económico fundada en los años 1930 en la Universidad de Friburgo en Alemania por el economista Walter Eucken y dos juristas, Franz Böhm y Hans Großmann-Doerth. Esta escuela contribuyó con su pensamiento económico a la llamada economía social de mercado y al milagro económico alemán. Así mismo, tuvo amplio seguimiento en España durante el franquismo e influyó en la elaboración del Plan de Estabilización de 1959.

## Historia
Durante los años 30, la Facultad de Derecho y Ciencias Políticas de la Universidad de Friburgo combinaba entre sus estudios las ciencias jurídicas con la economía; este enfoque mixto sería la posterior característica de la Escuela de Friburgo que se puede notar en los primeros cuestionamientos que hacían los ordoliberales sobre las bases constitucionales que debía tener una economía libre para desarrollarse de manera sana en una sociedad democrática, lo que da nombre al ordoliberalismo o "liberalismo del orden".
El ordoliberalismo de la Escuela de Friburgo contribuyó con la mayor parte de los fundamentos teóricos de la economía social de mercado, que se desarrolló en Europa después de la Segunda Guerra Mundial. A esa teoría también contribuyeron otros personajes tales como Alfred Müller-Armack, Wilhelm Röpke y Alexander Rüstow quienes, si bien compartían muchas ideas de la ESM (economía social de mercado), no fueron parte de la Escuela y tuvieron notables diferencias de opinión en ciertos aspectos de la teoría.
Entre los principales adherentes de esta escuela se encuentran Franz Böhm, Edith Eucken-Erdsieck, Walter Eucken, Hans Gestrich, Hans Großmann-Doerth, Paul Hensel, Friedrich Lutz, Karl Friedrich Maier, Fritz Meyer y Leonhard Miksch.

## Doctrina
Las teorías de la Escuela de Friburgo apuntan a que un mercado perfectamente competitivo es la forma más eficiente de organizar una sociedad, pero que este orden no se puede lograr de manera espontánea y en completa libertad, sino que requiere de un marco institucional del estado para poder desarrollarse. Apoyaban la intervención estatal si eso aseguraba el funcionamiento de los mecanismos de mercado y la competitividad y también apoyaban una política social mínima que ayudase a las personas en las situaciones cambiantes de la vida.
Es decir, la escuela enfatiza que solo algunas formas de competencia son óptimas o positivas, mientras que otras requieren supervisión estatal. Esto se considera, en la Escuela de Friburgo, una función necesaria y legítima del gobierno en una democracia.
El concepto de la Economía social de mercado rescata muchas de las ideas de la Escuela, pero es mucho más representativo de las ideas de Alfred Müller-Armack, quien aceptaba que el orden generado por el mercado en un marco institucional era la manera más eficiente de organizar una sociedad, pero que no bastaba para crear un orden ético y saludable, por lo que consideraba que el Estado debía tener una política social permanente, algo que no está presente en las ideas de la Escuela de Friburgo.